# أنتوني هوارد (مؤرخ)
أنتوني هوارد (بالإنجليزية: Anthony Howard)‏ هو ضابط ومؤرخ وصحفي بريطاني، ولد في 12 فبراير 1934 في إنجلترا في المملكة المتحدة، وتوفي في 19 ديسمبر 2010.